# Chyamrangbesi
Chyamrangbesi (nep. च्याम्राङबेंसी) – gaun wikas samiti w środkowej części Nepalu w strefie Bagmati w dystrykcie Kavrepalanchok. Według nepalskiego spisu powszechnego z 2001 roku liczył on 295 gospodarstw domowych i 1833 mieszkańców (915 kobiet i 918 mężczyzn).